# 29 septembre 1945
Le samedi 29 septembre 1945 est le 272e jour de l'année 1945.

## Naissances
- Fernand Jeitz, footballeur luxembourgeois
- Michael Bella, footballeur allemand
- Nadezhda Chizhova, athlète soviétique
- Raoul Iché, joueur de football français
- Steve Barrow, journaliste britannique

## Décès
- Bertil Uggla (né le 19 août 1890), athlète suédois

## Événements
- Création du quotidien allemand Die Rheinpfalz